# Вересенки
Вере́сенки (рос. Вересенки) — присілок у складі Орловського району Кіровської області, Росія. Входить до складу Орловського сільського поселення.
Населення становить 7 осіб (2010, 3 у 2002).
Національний склад станом на 2002 рік — росіяни 100 %.